# Белки скользящего зажима
Белки́ скользя́щего зажима, или скользя́щий зажи́м (англ. DNA clamp) — белки, которые выполняют функцию усилителя процессивности при репликации ДНК.
Белки скользящего зажима являются важным компонентом холофермента ДНК-полимеразы III и предотвращают диссоциацию фермента от матрицы ДНК. Так как лимитирующей стадией в реакции синтеза ДНК является связывание ДНК-полимеразы с матрицей, присутствие белка скользящего зажима значительно увеличивает количество присоединяемых к растущей цепи нуклеотидов за один акт присоединения фермента к матрице. Это объясняется тем, что белок-белковое взаимодействие сильнее и является более специфическим, чем взаимодействие полимеразы и матрицы ДНК. Белки скользящего зажима увеличивают скорость синтеза ДНК до тысячи раз в сравнении с непроцессивной полимеразой.

## Структура
Белки скользящего зажима (застёжки) представляют собой α+β-белки, которые собираются в мультимерные структуры, полностью окружающие кольцом двойную спираль ДНК, когда ДНК-полимераза добавляет нуклеотиды на растущую цепь. Они окружают ДНК в области репликационной вилки и «скользят» по ДНК вместе с продвигающейся вперёд полимеразой. Скольжение облегчается наличием слоя молекул воды в центральной поре зажима; этот слой разделяет поверхность белка и ДНК, играя роль смазки. Из-за тороидальной формы мультимера зажим не может диссоциировать от ДНК без распада на мономеры.
Белки скользящего зажима выявлены у бактерий, архей, эукариот и некоторых вирусов. У бактерий застёжка представляет собой гомодимер, состоящий из двух идентичных β-субъединиц ДНК-полимеразы III, и поэтому называется β-зажим. У архей и эукариот застёжка является тримером из трёх молекул PCNA. Фаг Т4 также имеет скользящую застёжку. Она называется gp45 и представляет собой тример, по структуре схожий с тримером архей и эукариот, однако входящие в его состав мономеры не обнаруживают гомологии последовательности аминокислот как с PCNA, так и с β-субъединицами.
| Царство   | Белки скользящего зажима         | Агрегационное состояние | Связанная ДНК-полимераза                |
| --------- | -------------------------------- | ----------------------- | --------------------------------------- |
| Бактерии  | β-субъединицы ДНК-полимеразы III | димер                   | ДНК-полимераза III                      |
| Археи     | PCNA архей                       | тример                  | ДНК-полимераза ε                        |
| Эукариоты | PCNA                             | тример                  | ДНК-полимераза δ                        |
| Вирусы    | gp43 / gp45                      | тример                  | RB69 ДНК-полимераза / T4 ДНК-полимераза |

### Бактерии

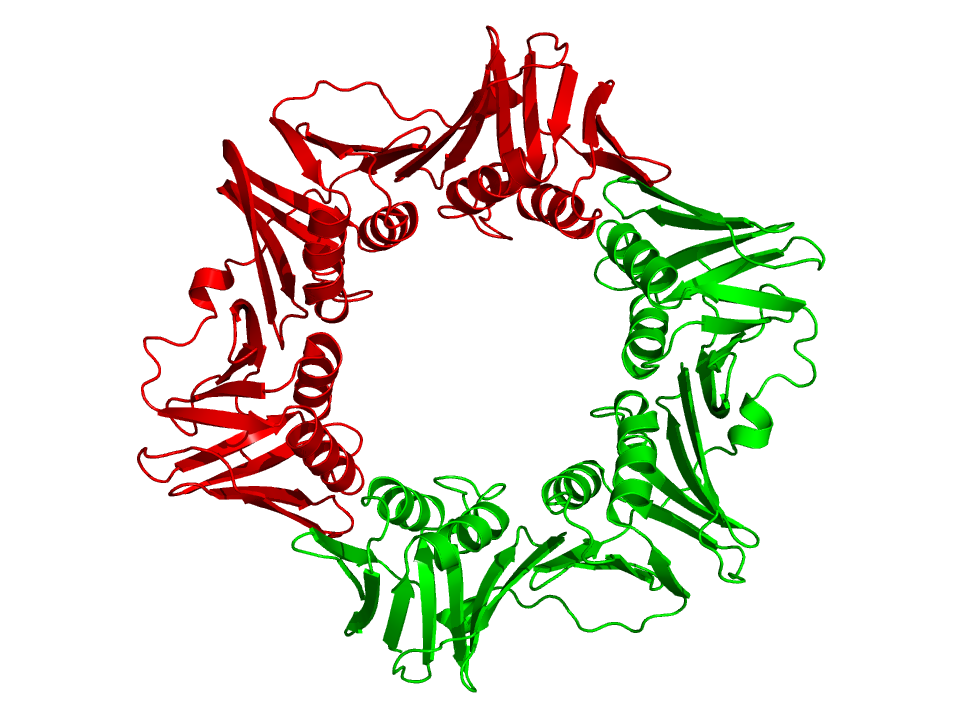
Структура димера β-субъединиц ДНК-полимеразы III E. coli

Как уже говорилось, у бактерий скользящая застёжка представляет собой димер из двух β-субъединиц холофермента ДНК-полимеразы III (β-зажим). Две β-субъединицы собираются около ДНК при помощи γ-субъединицы и за счёт энергии гидролиза АТФ. После сборки димера вокруг ДНК сродство β-субъединиц к γ-субъединице сменяется сродством к α- и ε-субъединицам; таким образом формируется полный холофермент. ДНК-полимераза III является важнейшим ферментативным комплексом, задействованным в репликации ДНК у бактерий.
γ-комплекс ДНК-полимеразы III, образованный субъединицами γδδ'χψ, катализирует гидролиз АТФ и направляет полученную энергию на сборку β-димера вокруг ДНК, выступая, таким образом, в роли шаперона. Связавшись с ДНК, β-димер может свободно скользить по двойной спирали ДНК. α-субъединица обеспечивает полимеразную активность ДНК-полимеразы, а ε-субъединица играет роль 3'—5'-экзонуклеазы.
β-субъединица бактериальной ДНК-полимеразы III состоит из трёх топологически неэквивалентных доменов (С-концевого, центрального и N-концевого). Две β-субъединицы плотно взаимодействуют друг с другом, формируя замкнутое кольцо вокруг двойной спирали ДНК.

### Эукариоты и археи

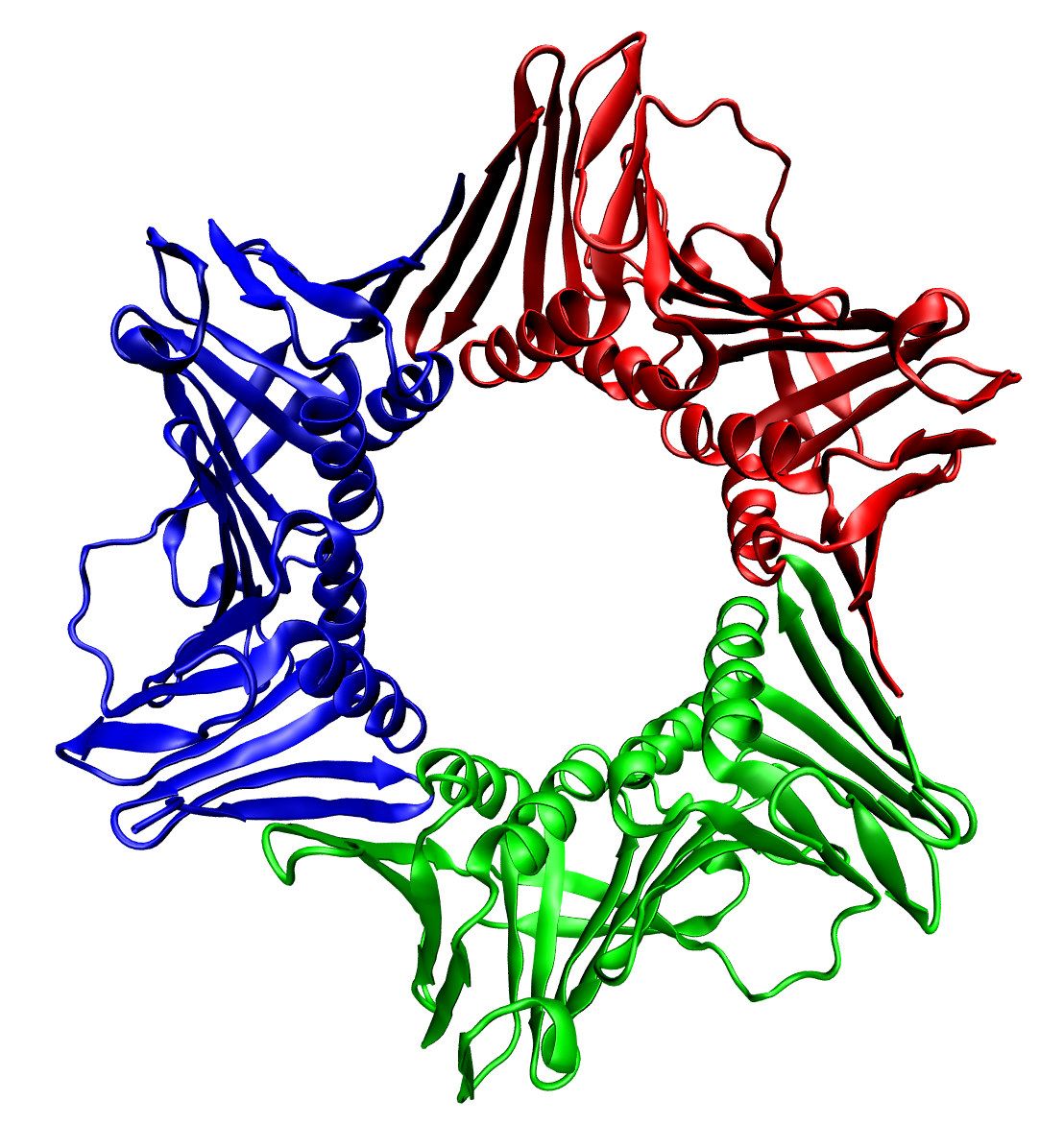
Скользящая застёжка человека — тример PCNA

У эукариот скользящая застёжка состоит из специфических субъединиц ДНК-полимеразы δ, называемых ядерным антигеном пролиферирующих клеток (англ. Proliferating cell nuclear antigen, PCNA). С-концевые и N-концевые домены PCNA топологически идентичны. Три молекулы PCNA плотно взаимодействуют друг с другом, формируя замкнутое кольцо вокруг двойной спирали ДНК.
Аминокислотная последовательность PCNA достаточно консервативна среди животных и растений. Это иллюстрирует давление естественного отбора, способствующее консервативности структуры, а также подтверждает, что такой тип репликации ДНК является общим для всех эукариот.
Белки, гомологичные PCNA, были также выявлены у архей (Euryarchaeota и Crenarchaeota), у вируса Paramecium bursaria Chlorella virus 1 (PBCV-1), а также у ядерных полиэдрозных вирусов.

### Вирусы

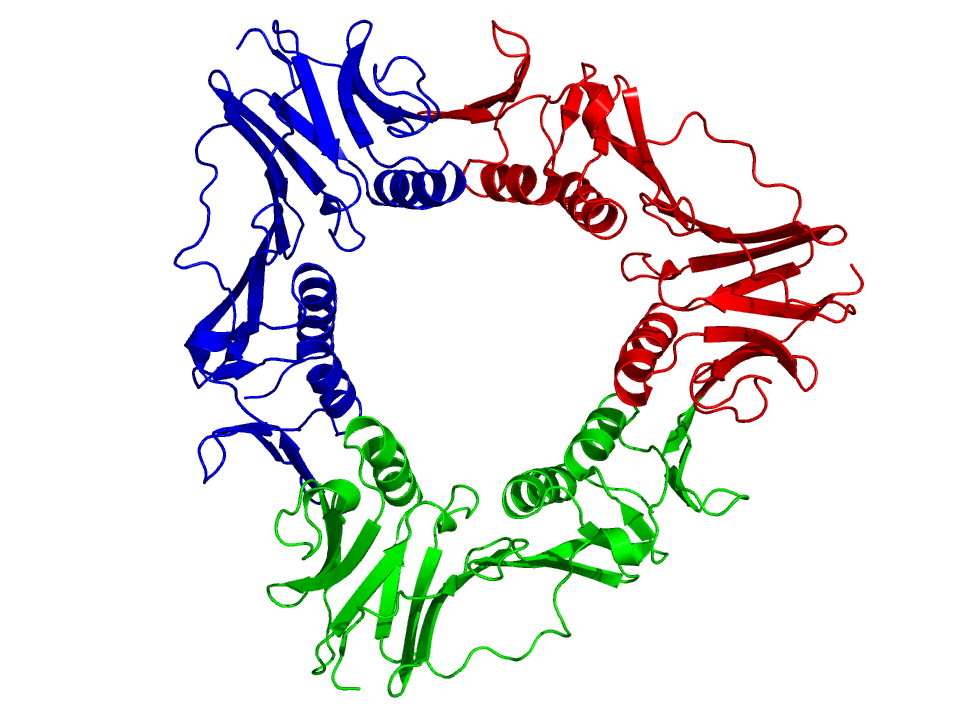
Структура белка скользящего зажима (gp45) фага Т4

Субъединица вирусного белка скользящего зажима — gp45 — включает 2 домена. Каждый домен состоит из двух α-спиралей и двух β-слоёв. Таким образом, эта субъединица содержит 2 топологически идентичных фолда и имеет внутреннюю псевдосимметрию относительно них. 3 молекулы gp45 плотно взаимодействуют друг с другом, формируя замкнутое кольцо вокруг двойной спирали ДНК.

## Сборка
Белки скользящего зажима доставляются на соответствующую двойную спираль ДНК особым белком, известным как репликационный фактор С (белки-погрузчики белков скользящего зажима), которые также разбирают комплекс застёжки после того, как репликация завершится. Сайты связывания этих инициаторных белков (погрузчиков) перекрываются с сайтами связывания ДНК-полимеразы, поэтому белки застёжки не могут одновременно быть связанными с погрузчиками и ДНК-полимеразой. Поэтому комплекс застёжки не будет разбираться, пока они остаются связанными с ДНК-полимеразой. Белки скользящего зажима также связываются с другими факторами, участвующими в поддержании гомеостаза ДНК и генома, например, факторами сборки нуклеосом, лигазами, сшивающими фрагменты Оказаки, а также белками репарации ДНК. У всех этих белков сайты связывания на белках зажима также перекрываются с сайтами связывания погрузчиков. Это тоже гарантирует то, что застёжка не будет разобрана, пока любой из этих ферментов продолжает работать. Для работы белков-погрузчиков необходима энергия гидролиза АТФ, чтобы замкнуть белки застёжки вокруг ДНК.